# Aero Chord
Alex Vlastaras, znany jako Aero Chord (ur. w 1992 roku w Atenach) – grecki DJ i producent muzyczny.

## Kariera muzyczna
Swoją karierę muzyczną rozpoczął w 2013 roku. W wywiadzie z Your EDM powiedział, że trudno było wymyślić swój pseudonim artystyczny. W tym samym roku podpisał kontrakt z kanadyjską wytwórnią muzyczną Monstercat. Jego kawałki są często grane na festiwalach przez nazwiska muzyki elektronicznej, m.in. Skrillexa, Diplo i DJ Snake'a.
Jeden z jego utworów, Surface, został popularny dzięki filmom z otwierania paczek w FIFA Ultimate Team i filmowi z demo gry Need for Speed zaprezentowanym na Electronic Entertainment Expo 2015. Surface jest najpopularniejszym kawałkiem Alexa i trzecim najpopularniejszym na kanale Monstercat na YouTube.

## Wydania Monstercat
1. Aero Chord – "Surface" (22 kwietnia 2014)
2. SCNDL – "The Munsta" (Aero Chord remix) (17 czerwca 2014)
3. Aero Chord – "Boundless" (7 października 2014)
4. Aero Chord – "Break Them" (featuring Anna Yvette) (25 listopada 2014)
5. Aero Chord – "Saiko" (18 maja 2015)
6. Razihel and Aero Chord – "Titans" (22 czerwca 2015)
7. Aero Chord – "4U" (3 sierpnia 2015)
8. Aero Chord & Klaypex - Be Free (25 listopada 2015)
9. Aero Chord & Ray Volpe - Comeback (14 marca 2022)

## Single
1. Aero Chord – "Warfare"
2. Aero Chord – "Heart Attack"
3. Aero Chord – "Bouzouki"
4. Aero Chord X GAWTBASS – "Secret"
5. Aero Chord – "Warrior of the Night"
6. Aero Chord – "Ricochet"
7. Aero Chord – "Chord Splitter"
8. Aero Chord – "BLVDE"
9. Aero Chord featuring DDARK – "Shootin' Stars"
10. Aero Chord – "Timeleap"
11. Aero Chord – "Prime Time"
12. Aero Chord – "Mortar"
13. Aero Chord X Yuki – "No Half Steppin'"
14. Aero Chord – "Android Talk"
15. Aero Chord – "Ctrl Alt Destruction"
16. Aero  Chord - "The 90's"
17. Aero Chord - "Ricochet"

## Remiksy
1. Bro Safari – "Scumbag" (Aero Chord remix)
2. Major Lazer x DJ Snake, featuring MØ – "Lean On" (Aero Chord bootleg)
3. Jack Ü – "Jungle Bae" (featuring Bunji Garlin) (Aero Chord remix)
4. Excision and Pegboard Nerds – "Bring the Madness" (Aero Chord remix)
5. Jessie J, featuring 2 Chainz – "Burnin' Up" (Aero Chord remix)
6. Revolvr and Genisis, featuring Splitbreed – "Unstoppable" (Aero Chord remix)
7. LeKtriQue and Seek N Destroy – "Atomic" (Aero Chord remix)
8. The Pitcher – "Savor Time" (Aero Chord remix)
9. The Chainsmokers – "Selfie" (Aero Chord's dub flip)
10. Krewella – "Live for the Night" (Aero Chord remix)
11. Bang La Decks – "Utopia" (Aero Chord's festival trap remix)
12. Pegboard Nerds – "20k" (Aero Chord remix)
13. Alex Balog, featuring Edward McEvenue – "Never Stop" (Aero Chord remix)
14. Televisor – "Old Skool" (Aero Chord remix)
15. Diamond Pistols, featuring Anna Yvette – "Twerk" (Aero Chord remix)
16. Dada Life – "Bass Don't Cry" (Aero Chord remix)
17. Dada Life – "So Young So High" (Aero Chord's Trapped Out remix)
18. Dada Life – "Arrive Beautiful Leave Ugly" (Aero Chord remix)
19. Bro Safari x UFO! – "Drama" (Aero Chord remix)
20. Pegboard Nerds & Tristam – "Razor Sharp" (Aero Chord remix)